# Svojetice
Svojetice település Csehországban, a Kelet-prágai járásban. Svojetice Struhařov, Mukařov, Klokočná, Louňovice, Tehov és Tehovec településekkel határos. Lakosainak száma 1323 fő (2024. január 1.).

## Népesség
A település lakosságának változását az alábbi diagram mutatja:
| Lakosok száma | 410  | 408  | 399  | 372  | 341  | 817  | 971  | 1077 | 1300 | 1323 |
|               | 1869 | 1900 | 1921 | 1961 | 1980 | 2011 | 2016 | 2019 | 2021 | 2024 |